# Rue Thimonnier (Lyon)
Pour les articles homonymes, voir Rue Thimonnier.
La rue Thimonnier est une voie du quartier Saint-Vincent dans le 1er arrondissement de Lyon, en France.

## Situation et accès
La rue débute quai Saint-Vincent et finit place Gabriel-Rambaud. La rue est en zone 30 avec une circulation dans le sens de la numérotation et à double-sens cyclable. Un stationnement cyclable est disponible au début de la rue.

## Origine du nom
Le nom de la rue est dédié à Barthélemy Thimonnier (1793-1857), l'inventeur de la machine à coudre, qui est né à L'Arbresle et mort à Amplepuis.

## Histoire
Vers la fin du XIXe siècle, le quartier Saint-Vincent fait l'objet d´un important remaniement avec des voies nouvelles qui sont ouvertes. La rue est ouverte en 1890 en finition des travaux de la rue de la Martinière, elle prend son nom actuel par décision du conseil municipal du 29 juillet 1902.